# 德新镇 (德阳市)
德新镇，是中华人民共和国四川省德阳市旌阳区下辖的一个乡镇级行政单位。

## 行政区划
德新镇下辖以下地区：
场镇社区、长江村、胜利村、红阳村、新玉村、龙泉村、富兴村、星光村、五星村和文泉村。